# کیکه مارکز
کیکه مارکز (انگلیسی: Kike Márquez؛ زادهٔ ۲۳ ژوئیهٔ ۱۹۸۹) بازیکن فوتبال اهل اسپانیا است که در آلباسته بالومپیه در پست وینگر چپ بازی می‌کند.